# باتريك براون (سياسي)
باتريك براون هو سياسي كندي، ولد في 26 مايو 1978 في تورونتو في كندا. حزبياً، نشط في حزب المحافظين الكندي وحزب أونتاريو المحافظ التقدمي. وقد انتخب زعيم المعارضة ‏ (14 سبتمبر 2015 – 25 يناير 2018) وانتخب زعيم حزب أونتاريو المحافظ التقدمي ‏ (9 مايو 2015 – 25 يناير 2018) وانتخب عضو مجلس العموم الكندي عن دائرة Barrie (federal electoral district) ‏ (2006 – 2015).